# Бегна (река)
Бегна (на норвежки: Begna) е река в Южна Норвегия (фюлке Оплан и Бюскерю), вливаща се в езерото Сперилен, от басейна на река Драмселва. Дължина 213 km (заедно с езерото Сперилен, реките Одалселва и Стурелва, езерото Тюрифиорд и река Драмселва 308 km), площ на водосборния басейн 4875 km².

## Географска характеристика
Река Бегна изтича от североизточния ъгъл на езерото Стрьоватнет, разположено на 971 m н.в., в северното подножие на масива Хемседалсфелене в Скандинавските планини, в западната част на фюлке Оплан. По цялото си протежение тече в югоизточна посока по тясна и дълбока трогова долина. Преминава през няколко проточни езера (Вангсмьоса – 466 m н.в., Слидрефиорд – 364 m, Стронафиорд – 354 m и др.), а в участъци между тях има бързеи, прагове и водопади. Влива се в северната част на езерото Сперилен, разположено на 150 m н.в., при град Нес, фюлке Бюскерю. От южния ъгъл на езерото изтича река Одалселва, десен приток на Срурелва, която се влива в езерото Тюрифиорд, а от него изтича река Драмселва, вливаща се в Ослофиорд на Северно море.
Водосборният басейн на Бегна обхваща площ от 4875 km², което представлява 28,48% от целия водосборен басейн на река Драмселва. Речната ѝ мрежа е едностранно развита с повече и по-дълги десни притоци. На изток и югоизток водосборният басейн на Бегна граничи с водосборните басейни на реките Ранселва, Снарумселва и други по-малки от басейна на Драмселва, на север и запад – с водосборните басейни на реките Глома, Лердалселва и други по-малки вливащи се в Северно море. Основни притоци: Далсони (ляв); Крокони, Обьора, Хьолера, урула (леви).
Бегна има предимно снежно-дъждовно подхранване с ясно изразено пълноводие през пролетта и началото на лятото и зимно маловодие. В горното течение замръзва за няколко седмици, но не всяка година.

## Стопанско значение, селища
Част от водите ѝ се използват за производство на електроенергия (ВЕЦ Сьор Еурдал), битово и промишлено водоснабдяване и за речен туризъм. Долината ѝ е гъста заселена, но населените места са предимно малки градчета и села.